# Huonia aruana
Huonia aruana is een libellensoort uit de familie van de korenbouten (Libellulidae), onderorde echte libellen (Anisoptera).
De wetenschappelijke naam Huonia aruana is voor het eerst geldig gepubliceerd in 1935 door Lieftinck.